# Arnoul II de Looz
Pour les articles homonymes, voir Arnoul II et Arnoul.
Arnoul II de Looz, mort probablement en 1146, fut comte de Looz de 1103 à 1145, puis comte de Rieneck en Bavière après la mort de son frère Gérard après 1138. Il était fils d'Arnoul Ier, comte de Looz, et d'Aleijde (Alice) de Diest.
Il succède vraisemblablement à son frère Gérard Ier de Looz vers 1103. 

## Biographie
En 1129, Gislebert, comte de Duras et cousin de son père, cherche à s'emparer des biens de l'abbaye de Saint-Trond. Une guerre s'engage alors entre les partisans de l'abbé Radulphe, parmi lesquels Théoger, évêque de Metz, Alexandre Ier, évêque de Liège, Waléran II, duc de Limbourg et Arnoul II, comte de Looz et avoué des évêques de Liège, aux alliés de Gislebert, Godefroid le Barbu, comte de Louvain et Thierry d'Alsace, comte de Flandre. La bataille décisive a lieu le 7 août 1129 à Wilderen, où s'illustre les chevaliers du comté de Looz mené par Arnould. Les alliés du comte de Duras, Gislebert et de Gedefroy, comte de Louvain sont vaincus, mais la paix ne revient qu'en 1131 après une guerre d'escarmouches. Elle marque une frontière durable entre les terres sous hégémonie de la future principauté épiscopale de Liège et celles qui le seront sous le duché de Brabant.
Il siège en 1131 à une cour des Pairs d’Empire. 
Il fonde en 1131 l’abbaye d'Averbode, qu’il donne à l’ordre des prémontrés, que saint Norbert vient de créer pour régénérer les mœurs du peuple.
Arnoul jouit d’une grande considération parmi ses contemporains et remplit, plus d’une fois, le rôle d’arbitre dans les différends survenus entre ses voisins. Il réussit notamment à amener une réconciliation entre Thierry VI, comte de Hollande, et Herman, comte de Cuyck, que divisent des haines héréditaires.
Il est accueilli avec une grande distinction à la cour des empereurs d’Allemagne, et son nom paraît fréquemment parmi ceux des témoins mentionnés dans les chartes octroyées par Henri IV, Henri V, Lothaire II et Conrad III.
En 1145, il donne à Thierry II, fils de son frère Thierry Ier, l’investiture de la seigneurie de Horn, que celui-ci lui avait offert en fief, et cède le comté de Looz à Louis, son fils aîné.

## Filiation
Il épouse vers 1100 Agnès de Bavière, fille d'Othon II de Wittelsbach, comte palatin de Bavière, et sœur d'Othon Ier, duc de Bavière en 1180, dont :
- Louis Ier († 1171), comte de Looz puis de Reineck ;
- Gérard († après 1138), comte de Rieneck ;
- Gottschalk († après 1138) ;
- Imago, abbesse de Süsteren en 1174 ;
- Jean, seigneur de Ghoer.

## Sources
- Foudation for Medieval Genealogy : Lower Lotharingian nobility.
- J-J. Thonissen, « Arnoul II », Académie royale de Belgique, Biographie nationale, vol. 1, Bruxelles, 1866 [détail des éditions], p. 447-450.
- Recherches sur le légitime gouvernement des comtés de Looz, d'Horne et de Nye, par Friedrich W. von Hofmann, Troisième édition, 1799.
- Histoire généalogique et chronologique de la Maison de France, des Pairs, etc., Tome II, par Anselme de Ste Marie et Ange de Ste Rosalie.